# Prix Nils-Holgersson
Le prix Nils-Holgersson, du nom du fameux roman éponyme de l'écrivain suédoise Selma Lagerlöf, est un prix littéraire créé en 1950 en Suède qui récompense les meilleures œuvres littéraires destinées à la jeunesse. Ce prix est connu en Suède sous la dénomination Nils-Holgersson Plakette et est décerné par l'association suédoise des bibliothèques.

## Lauréats
| - 1950 - Astrid Lindgren - 1951 - Lennart Hellsing - 1952 - Sten Bergman - 1953 - Tove Jansson - 1955 - Harry Kullman - 1956 - Olle Mattson - 1957 - Edith Unnerstad - 1958 - Hans Peterson - 1959 - Anna Lisa Wärnlöf - 1960 - Kai Söderhjelm - 1961 - Åke Holmberg - 1962 - Britt G Hallqvist - 1963 - Maria Gripe - 1964 - Karin Anckarsvärd - 1965 - Gunnel Linde - 1967 - Inger Högelin-Brattström - 1968 - Max Lundgren - 1969 - Bo Carpelan - 1970 - Stig Ericson - 1971 - Hans-Eric Hellberg - 1972 - Irmelin Sandman Lilius - 1973 - Inger Sandberg - 1974 - Sven Wernström - 1975 - Gunnel Linde - 1976 - Maud Reuterswärd - 1977 - Barbro Lindgren - 1978 - Siv Widerberg - 1979 - Bengt Martin - 1980 - Rose Lagercrantz - 1981 - Helmer Linderholm - 1982 - Kerstin Johansson i Backe - 1983 - Hans Erik Engqvist - 1984 - Ulf Nilsson - 1985 - Mats Larsson - 1986 - Peter Pohl - 1987 - Monica Zak | - 1988 - Ulf Stark - 1989 - Mats Wahl - 1990 - Annika Holm - 1991 - Henning Mankell - 1992 - Viveca Sundvall - 1993 - Sonja Hulth - 1994 - Thomas Tidholm - 1995 - Inger Edelfelt - 1996 - Helena Dahlbäck - 1997 - Per Nilsson - 1998 - Moni Nilsson-Brännström - 1999 - Annika Thor - 2000 - Stefan Casta - 2001 - Janne Lundström (Morbror Kwesis vålnad) - 2002 - Wilhelm Agrell (Dödsbudet) - 2003 - Åsa Lind (Le Loup des sables) - 2004 - Douglas Foley - 2005 - Petter Lidbeck (En dag i prinsessan Victorias liv) - 2006 - Kajsa Isakson (Min Ella) - 2007 – Cannie Möller (för författarens samlade produktion) - 2008 – Mikael Engström (Isdraken) - 2009 – Maud Mangold (Pärlor till pappa) - 2010 – Cilla Naumann (Kulor i hjärtat) - 2011 – Mårten Melin (Som trolleri) - 2012 – Anna Ehring (Klickflippar och farligheten och Den stora kärleksfebern) - 2013 – Lisa Bjärbo (Allt jag säger är sant) - 2014 – Anna Höglund (Om detta talar man endast med kaniner) - 2015 – Camilla Lagerqvist (Uppdraget) - 2016 – Frida Nilsson (Ishavspirater) - 2017 – Elisabeth Östnäs (Sagan om Turid) - 2018 – Lisa Lundmark (Haj-Jenny) - 2019 – Helena Hedlund (Det fina med Kerstin) - 2020 – Johan Ehn (Hästpojkarna) - 2021 – Jakob Wegelius (pour la trilogie Sally Jones) - 2022 – Annelie Drewsen (Prinsen av Porte de la Chapelle) - 2023 – Melody Farshin - 2024 – Elin Lindell |